# Canto (apelido)

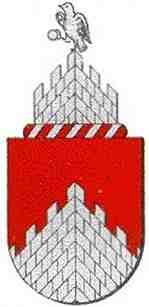
Brasão familia Canto

Canto é um sobrenome da onomástica da língua portuguesa, derivado do nome de família inglês Chandos.

## Origens históricas
Esta antiga família vai buscar as suas origens ao cavaleiro inglês Sir John Chandos, de quem alguns descendentes passaram à Galiza e daí a Portugal e de onde se espalharam tendo mesmo sido dos primeiros povoadores da Ilha Terceira.
Da Terceira rapidamente se espalharam por outras ilhas dos Açores com o nome já transformado em Canto.
Desta família Pero Anes do Canto (ou Pedro Anes do Canto), filho de João Anes do Canto, foi o primeiro Provedor das Armadas dos Açores e fidalgo da Casa do Rei D. João III, a quem serviu no segundo cerco de Arzila que se encontrava cercada pelos exércitos do Rei de Fez. 
Foi como comandante de uma das naus que aquele soberano enviou em socorro dos sitiados, e pelos feitos então praticados recebeu uma carta de armas com um «acrescento» honroso.

## Brasão de armas
De vermelho, canto de prata em forma de ponta diluída. Timbre: o canto do escudo encimado por um pombo branco. O «acrescentamento» honroso concedido a Pêro Anes era constituído por um baluarte de prata, lavrado de negro e armado com quatro bombardas de sua cor, tudo isto em chefe das armas dos Cantos.

## Ao longo dos séculos os Cantos foram
- Senhores da Casa de Porto Santo
- Viscondes de Meireles
- Arciprestes de Guimarães
- Barões das Laranjeiras
- Cavaleiros e comendadores da Ordem de Cristo
- Fidalgos da Casa Real